# Major Indoor Soccer League (2001-2008)
De Major Indoor Soccer League (vaak afgekort tot MISL) is een voormalige zaalvoetbalcompetitie van de Verenigde Staten en Mexico. De competitie was lid van zowel de United States Soccer Federation als de FIFA. De MISL is de opvolger van de National Professional Soccer League II, die stopte in 2001.

## Deelnemende teams
| Team                   | Plaats                                         |
| ---------------------- | ---------------------------------------------- |
| Baltimore Blast        | Baltimore, Maryland                            |
| California Cougars     | Stockton, California                           |
| Chicago Storm          | Hoffman Estates, Illinois (Chicago district)   |
| Cleveland Force/Crunch | Cleveland, Ohio                                |
| Dallas Sidekicks       | Dallas, Texas                                  |
| Detroit Ignition       | Plymouth Township, Michigan (Detroit district) |
| Harrisburg Heat        | Harrisburg, Pennsylvania                       |
| Kansas City Comets     | Kansas City, Missouri                          |
| Milwaukee Wave         | Milwaukee, Wisconsin                           |
| Monterrey Fury/Tigres  | Monterrey, Nuevo León                          |
| Monterrey La Raza      | Monterrey, Mexico                              |
| New Jersey Ironmen     | Newark, New Jersey                             |
| Orlando Sharks         | Orlando, Florida                               |
| Philadelphia KiXX      | Philadelphia, Pennsylvania                     |
| St. Louis Steamers     | St. Louis, Missouri                            |
| San Diego Sockers      | San Diego, California                          |

## Kampioenen
| Seizoen | Datum   | Kampioen          | Eindstand | Runner-Up          |
| ------- | ------- | ----------------- | --------- | ------------------ |
| 2001-02 |         | Philadelphia KiXX | 2-1       | Milwaukee Wave     |
| 2002-03 |         | Baltimore Blast   | 2-1       | Milwaukee Wave     |
| 2003-04 |         | Baltimore Blast   | 3-0       | Milwaukee Wave     |
| 2004-05 |         | Milwaukee Wave    | 2-0       | Cleveland Force    |
| 2005-06 |         | Baltimore Blast   | 2-1       | St. Louis Steamers |
| 2006-07 | 4/21/07 | Philadelphia KiXX | 1-0       | Detroit Ignition   |
| 2007-08 | 4/25/08 | Baltimore Blast   | 1-0       | Monterrey La Raza  |

### Kampioenschappen per club
| Team              | Kampioenschappen | Seizoen                |
| ----------------- | ---------------- | ---------------------- |
| Baltimore Blast   | 4                | 2003, 2004, 2006, 2008 |
| Philadelphia KiXX | 2                | 2002, 2007             |
| Milwaukee Wave    | 1                | 2005                   |

ALPF (1894–95) · 
NAFBL (1895–1921) · 
ASL I (1921–33) · 
ASL II (1933–83) · 
ISL (1960-65) ·
NPSL I (1967) · 
USA (1967) · 
NASL (1968–85) · 
MISL I (1978–92) · 
NPSL II (1984–2001) · 
USL I (1984–85) · 
WSA (1985–89) · 
LSSA (1987–92) · 
ASL III (1988–89) · 
CISL (1993–97) · 
EISL (1997–98) · 
WISL (1998–2001) · 
WUSA (2001–03) · 
MISL II (2001–08) · 
XSL (2008–09) · 
USL First Division (2005–2010) · 
USL Second Division (1990–2010) · 
D2 Pro League (2010) ·
NASL (2011–17)